# Overval op het distributiekantoor in Valkenburg
De overval op het distributiekantoor in Valkenburg was een actie van het verzet in Valkenburg op 22 juni 1944. Men wist een groot aantal distributiebescheiden te bemachtigen waarmee onderduikers en verzetsstrijders konden worden gevoed, bijna geheel zonder geweld en zonder dat er arrestaties op zijn gevolgd. 

## Landelijke situatie begin 1944
Al vóór de oorlog was er in Nederland een distributiesysteem ingevoerd, om de schaarste te regelen en de zwarte markt tegen te gaan. Tijdens de bezetting werd dit systeem door de Duitsers ook ingezet om de ondergedoken mensen van de verzorging met eerste levensbehoeften af te snijden. Het ging daarbij vooral om Joden en jonge mannen die niet naar Duitsland wilden voor de verplichte arbeidsdienst. Daarbij kwamen ’verbrande’ verzetsmensen en gecrashte geallieerde vliegtuigbemanningen.
Er werd overal in het land aan gewerkt om het registratiesysteem van de Duitsers te saboteren door vervalsingen en diefstallen uit distributiekantoren. Dat was aardig gelukt, zodat de Duitsers overgingen tot de invoering van de „Tweede Distributiestamkaart“. Die moest persoonlijk worden afgehaald en onder toezicht van een Duitser of een NSB'er werd daar een zegel op geplakt. In theorie had dit moeilijk te vervalsen moeten zijn, maar het verzet stal op 25 januari 1944 uit de kluis van het gemeentehuis in Tilburg 6000 zegeltjes met het woord 'Tilburg' en 99.000 blanco zegels. De laatste konden, na afstempeling, dienen voor iedere willekeurige gemeente. Op 17 mei 1944 leverde de overval bij drukkerij Hoitsema in Groningen nog eens 133.450 zegeltjes op. De gevreesde Tweede Distributiestamkaart die in juni 1944 uitkwam was zo bij voorbaat mislukt. 

## Situatie in Valkenburg

### Veel onderduikers
Zoals op veel andere plaatsen werd ook op het Valkenburgse distributiekantoor geknoeid om in de behoeften van de onderduikers te voorzien. Want Valkenburg had er veel, in hotels, bij boeren en in andere gezinnen. Zij werden aanvankelijk vanuit Heerlen doorgestuurd, later vanuit het hele land. Bij hun aankomst op het station in Valkenburg meldden zij zich bij stationschef Vroemen met een wachtwoord en een Turks pasje (een half papier, waarvan de stationschef de andere helft had). „In 1944 arriveerden als gevolg van problemen in het district Maas en Waal op één dag maar liefst honderd onderduikers op het station.“ 

### Ambtenaren
In Valkenburg had de Landelijke Organisatie voor Hulp aan Onderduikers (LO) voor de distributie-documenten sinds 1943 contact met de ambtenaar Willem Freysen, die gesteund werd door zijn collega V. Willems. Dat bracht aanvankelijk ongeveer tweehonderd bonkaarten per periode van vier weken op, en later tussen de 500 en 1000 volledige vellen distributiebonnen.  Dat was te veel voor de distributiekring Valkenburg, en zo werden ook andere plaatsen ermee verzorgd.  Want door de hulp van de C.C.D.-medewerker en het plaatselijk hoofd van het voedselbureau, L. Brands, hadden veel onderduikers een landbouwvrijstelling, zodat ze in hun eigen levensonderhoud konden voorzien. Er bleven ongeveer honderdvijftig onderduikers over die moesten worden verzorgd, de rest van de achterovergedrukte bonnen ging naar omringende plaatsen.

### Situatie wordt onhoudbaar
Maar toen vervielen de oude inlegvellen. Op de nieuwe stond per distributiekring een ander nummer om het doorgeven naar andere plaatsen tegen te gaan. Bovendien kwam er een nieuwe directeur. De oude, Theo van Hinsberg, had altijd een andere kant op gekeken, maar toen die begin 1944 moest onderduiken ging de leiding over op twee N.S.B.-ers.  Hierdoor dreigden de omvangrijke manipulaties van de ambtenaren aan het licht te komen. Freysen besprak het probleem met de rayonleider en die weer met Jacques Crasborn, de leider van de verenigde Knokploegen. 

### De overval
Freysen verstrekte alle gewenste inlichtingen, vervaardigde een plattegrond en zorgde voor de sleutels. Op 22 juni werden die net als iedere avond (maar nu valse sleutels in een vervalste enveloppe) bij de Marechaussee (heette later Rijkspolitie) in de safe opgeborgen, waarna de ingewijde politieman J.H. op de Ven samen met een NSB'er op wacht ging in het distributiekantoor.
Omdat alles tot in de details was geregeld, verliep de overval vlekkeloos. De KP van Sittard had een gepantserde brandweerauto ter beschikking gesteld , het andere voertuig was „geleend“ van de Staatsmijnen . De NSB'er kreeg een klap op zijn hoofd en werd bedwelmd. Toevallig was juist een zending distributiebescheiden voor twee maanden gearriveerd. Historicus Fred Cammaert schrijft: De buit was gigantisch: ruim tweehonderdtienduizend bonkaarten, ruim tweeëntachtigduizend rantsoenbonnen, ruim vijfentwintighonderd rantsoenkaarten, vijfduizend T.D.-stamkaarten, ruim zestienhonderd toeslagkaarten, talloze inlegvellen en een schrijfmachine. Er waren maar liefst twaalf jute zakken nodig om alles in te stoppen. Met T.D.-stamkaarten bedoelde hij de bovengenoemde en aanvankelijk zeer gevreesde Tweede Distributie-stamkaarten. De dienstdoende wachtmeester vertrok met de overvallers en dook onder.  Daarmee had hij de verdenking op zich geladen, ook voor de valse sleutels in de politiekluis, en konden Freysen en Willems gewoon doorgaan, zij het op een wat lager niveau dan onder de vorige directeur. In het Valkenburgs gemeentearchief bevindt zich een lijst met een omschrĳving van de rantsoenen en losse bonnen en de daarbĳ behorende aantallen, die na de overval ontbraken. Hoe de gegevens daarvan met die hierboven vermelde met elkaar overeenstemmen is onduidelijk.
De volgende morgen belde de KP-man Bep van Kooten de rayonleider Pierre Schunck met de mededeling: „Kom je rotzooi halen“. Dit was letterlijk zo afgesproken wanneer de overval zou slagen. Maar Schunck was al op de hoogte, want hij was er op straat al op aangesproken.  De overval was niet alleen geslaagd vanwege de vrijwaring van de gemeenteambtenaren Freysen en Willems en de ver boven verwachting uitgaande omvang van de buit, maar ook omdat er, afgezien van de klap op het hoofd van de NSB-nachtwaker, geen geweld gebruikt hoefde te worden. Er zijn ook geen arrestaties op gevolgd omdat de SiPo (Sicherheitspolizei) in Maastricht volledig in het duister tastte. Ze wisten immers alleen dat de politieman Op de Ven ermee te maken had, en die was verdwenen.